# Sierro
Sierro is een dorp en gemeente in de provincie Almería in de Spaanse regio Andalusië. Sierro heeft een oppervlakte van 27 km² met 439 inwoners.

## Burgemeester
De burgemeester van Sierro heet Juan Rubio Cano.

## Demografische ontwikkeling

### Volkstellingen
Bron: INE, 1857-2011: volkstellingen

### Jaarcijfers
| Jaar | Inwoners |
| ---- | -------- |
| 1996 | 510      |
| 1998 | 495      |
| 1999 | 484      |
| 2000 | 471      |
| 2001 | 472      |
| 2002 | 452      |
| 2003 | 452      |
| 2004 | 452      |
| 2005 | 457      |
| 2006 | 472      |
| 2007 | 461      |
| 2008 | 451      |
| 2009 | 451      |
| 2010 | 460      |
| 2011 | 453      |
| 2012 | 439      |

Abla · Abrucena · Adra · Albánchez · Alboloduy · Albox · Alcolea · Alcóntar · Alcudia de Monteagud · Alhabia · Alhama de Almería · Alicún · Almería · Almócita · Alsodux · Antas · Arboleas · Armuña de Almanzora · Bacares · Balanegra · Bayárcal · Bayarque · Bédar · Beires · Benahadux · Benitagla · Benizalón · Bentarique · Berja · Canjáyar · Cantoria · Carboneras · Castro de Filabres · Chercos · Chirivel · Cóbdar · Cuevas del Almanzora · Dalías · El Ejido · Enix · Felix · Fines · Fiñana · Fondón · Gádor · Los Gallardos · Garrucha · Gérgal · Huécija · Huércal de Almería · Huércal-Overa · Illar · Instinción · Laroya · Láujar de Andarax · Líjar · Lubrín · Lucainena de las Torres · Lúcar · Macael · María · Mojácar · La Mojonera · Nacimiento · Níjar · Ohanes · Olula de Castro · Olula del Río · Oria · Padules · Partaloa · Paterna del Río · Pechina · Pulpí · Purchena · Rágol · Rioja · Roquetas de Mar · Santa Cruz de Marchena · Santa Fe de Mondújar · Senés · Serón · Sierro · Somontín · Sorbas · Suflí · Tabernas · Taberno · Tahal · Terque · Tíjola · Las Tres Villas · Turre · Turrillas · Uleila del Campo · Urrácal · Velefique · Vélez-Blanco · Vélez-Rubio · Vera · Viator · Vícar · Zurgena